# Крик в темноте
«Крик в темноте» (англ. A Cry In The Dark, в Австралии и Новой Зеландии вышел под названием «Злые ангелы» (англ. Evil Angels)) — австралийская юридическая драма 1988 года режиссёра Фреда Скеписи по его же сценарию, написанному совместно с Робертом Касвеллом. Фильм снят по книге Джона Брайсона «Злые ангелы: Дело Линди Чемберлен», которая в свою очередь основана на реальной истории исчезновения Азарии Чемберлен в Австралии в 1980 году и борьбе родителей девочки за доказательства их невиновности в её гибели. Главные роли исполнили Мерил Стрип и Сэм Нилл.
Премьера состоялась в ноябре 1988 года, всего через полтора месяца после того, как Апелляционный суд Северной территории полностью снял все обвинения с Чемберленов. Фильм получил пять премий AACTA (лучший фильм, режиссёр, мужская роль, женская роль и адаптированный сценарий) и приз за лучшую женскую роль на Каннском кинофестивале (Мерил Стрип). Он также был выдвинут на «Золотую пальмовую ветвь» Каннского кинофестиваля, «Оскар» за лучшую женскую роль (Мерил Стрип) и четыре «Золотых глобуса» (лучший фильм, режиссёр, женская роль и сценарий).
В 2008 году «Крик в темноте» занял 9 место в списке «10 лучших судебных драм» рейтинга «10 фильмов из 10 жанров» Американского института кино.

## Сюжет
Действие происходит в Австралии. Семья Чемберленов — Линди, Майкл, их двое сыновей и дочь Азария — отправляется на кемпинг в районе скалы Улуру (Северная территория). Ночью 17 августа 1980 года Линди обнаруживает пропажу Азарии из палатки и убегающую с места происшествия дикую собаку динго. Поиски девочки не дают результатов. Поскольку Линди предположительно видела, как динго утащила Азарию из палатки, то первоначальное расследование признаёт её версию произошедшего правдивой.
Однако вскоре общественное мнение выступает против Чемберленов. Дело получает широкую огласку в СМИ. Общественность подозревает семью из-за их хладнокровной реакции на произошедшее. Обстоятельства усугубляются тем, что Чемберлены принадлежат Церкви адвентистов седьмого дня, к которой в Австралии неоднозначное отношение. СМИ распространяют слухи, приписывающие матери ребёнка ритуальное убийство. Исследования улик с привлечением ведущих мировых экспертов представляют присяжным доказательства того, что Линда могла отрезать голову своего ребёнка ножницами. Следствие находит кровь и отпечатки пальцев на фрагменте одежды Азарии. 
Против Линди возбуждают дело по подозрению в убийстве. На седьмом месяце беременности она игнорирует советы своих адвокатов сыграть на сочувствии присяжных и выступает в суде, убеждая некоторых из них в своей виновности. В ходе процесса вера Майкла в свою религию и в жену пошатывается, и он путается в своих показаниях, что заставляет суд предположить, что он скрывает правду. В октябре 1982 года суд признаёт Линди виновной и приговаривает её к пожизненному заключению с каторжными работами, а Майкла — к 18 месяцам условно за пособничество.
Спустя три года полиция, проводившая поиски упавшего с Улуру туриста, находит ещё один фрагмент одежды Азарии. В результате расследования по вновь открывшимся обстоятельствам, суд, найдя много ошибок в деле, признаёт Линди невиновной по всем пунктам и освобождает из тюрьмы. Версия о нападении динго принимается как официальная причина смерти Азарии. В финале Майкл комментирует продолжающуюся битву за «очищение» имени семьи.

## В ролях
- Мерил Стрип — Линди Чемберлен[англ.]
- Сэм Нилл — Майкл Чемберлен
- Брюс Майлс — прокурор Иэн Баркер
- Нил Фитцпатрик — адвокат Джон Филипс
- Бад Тингвел — судья Джеймс Мюрхед
- Мори Филдс — судья Деннис Баррит
- Ник Тейт — детектив Грэм Черлвуд
- Льюис Фитцджеральд — Стюарт Триппл
- Дороти Элисон — Эвис Марчинсон, мать Линди
- Стив Додд — Ниппер Уинматти

## Награды и номинации
| Премия                 | Категория                   | Номинант                     | Результат |
| ---------------------- | --------------------------- | ---------------------------- | --------- |
| «Оскар»                | Лучшая женская роль         | Мерил Стрип                  | Номинация |
| «Золотой глобус»       | Лучший фильм — драма        |                              | Номинация |
| «Золотой глобус»       | Лучший режиссёр             | Фред Скеписи                 | Номинация |
| «Золотой глобус»       | Лучшая женская роль — драма | Мерил Стрип                  | Номинация |
| «Золотой глобус»       | Лучший сценарий             | Фред Скеписи, Роберт Касуэлл | Номинация |
| Каннский кинофестиваль | Золотая пальмовая ветвь     |                              | Номинация |
| Каннский кинофестиваль | Лучшая женская роль         | Мерил Стрип                  | Победа    |

## Критика
- Обзор и критика фильма Washington Post
- обзор Роджер Эберт